# Вонон I (Партия)
Вонон I е владетел на Партия от династията на Арсакидите. Управлява около 8 – 12 г.

## Живот
Най-възрастен син на Фраат IV, Вонон бил изпратен като заложник в Рим, след сключването на мирния договор с Октавиан Август. След свалянето на Фраатак и убийството на Ород III, Вонон I заема трона с подкрепата на римляните. Той обаче не бил популярен сред партските благородници, които гледали на него като на римско протеже. Вонон I, който прекарва повечето от живота си при римляните, бил чужд на партските обичаи и нямал особен интерес към традиционните царски занимания с лов и коне, както пише Тацит. Вонон будел неприязън и подигравки сред партските си поданици, заради своето скъперничество, чуждестранни маниери и привързаността си към гърците от личната му свита.
Скоро след възкачването на Вонон I, поддържаният от дахите Артабан II изявява претенции за властта. Около 10/11 г. Аратабан II побеждава и прогонва Вонон I от Партия, който е принуден да избяга в Армения, където заема овакантения трон. Желаейки да избегне война с партите, император Август не го подкрепя отново за претендент.
Артабан II продължава да воюва срещу Вонон в Армения, опитвайки се да го измести от там и да го замени с един от синовете си. Като арменски владетел, Вонон не получава одобрение и помощ от римския император Тиберий, който предпочел да запази мира с партите. По нареждане на императора, през 15/16 г. Вонон абдикира и се установява под римска закрила първо в провинция Сирия, а след това в Киликия, запазвайки царските си почести и начин на живот. През 19 г. Вонон е убит от охраната си при опит за бягство.